# Condensatore rotante

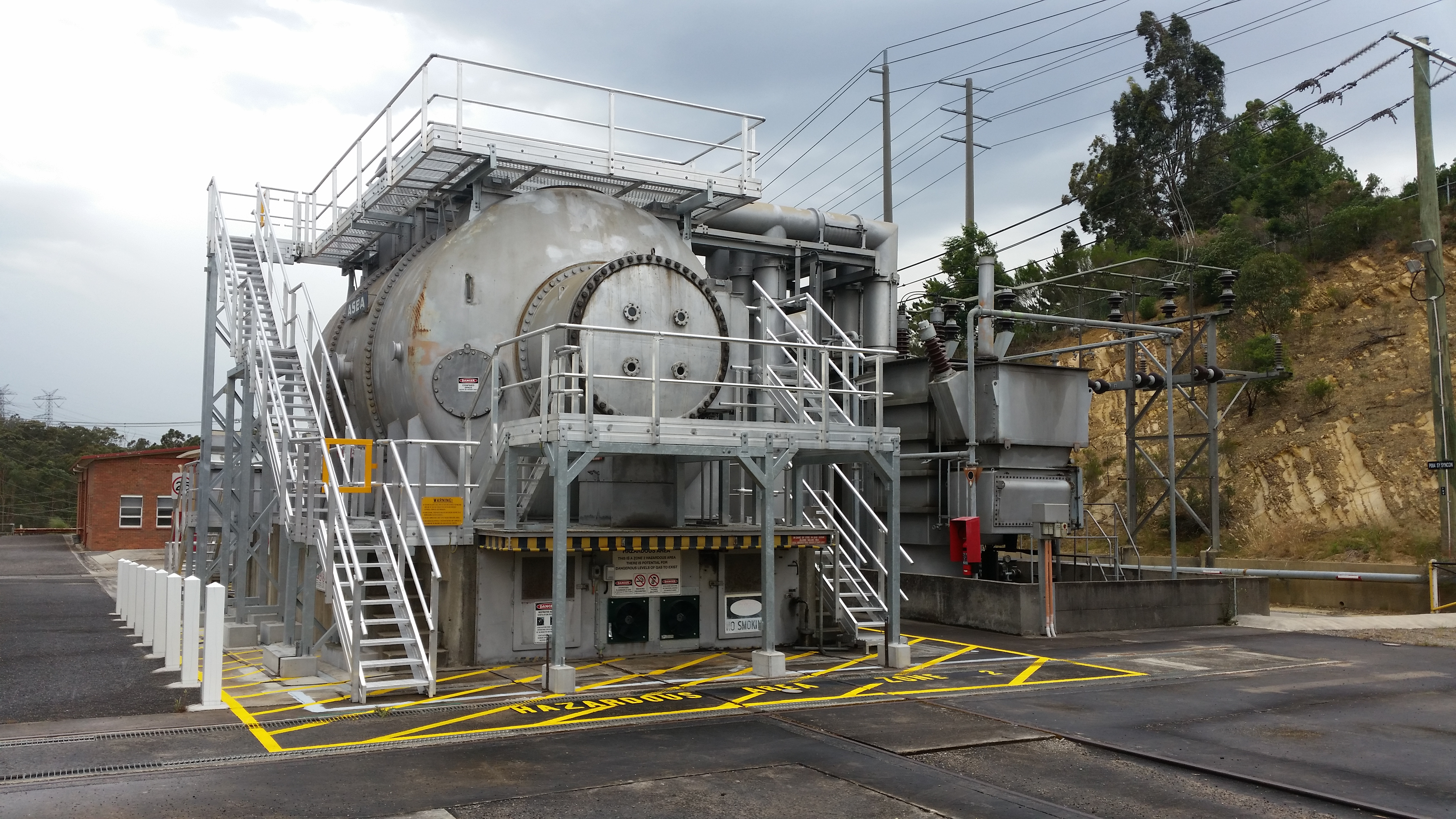
Condensatore rotante

Il condensatore rotante (o compensatore sincrono) è una macchina elettrica utilizzata per regolare la tensione nel nodo di rete in cui viene installata. Si tratta di un tipo di motore sincrono connesso alla rete ed alimentato esclusivamente tramite il circuito di eccitazione. È quindi privo di accoppiamenti meccanici con macchine operatrici o motori primi.

## Teoria

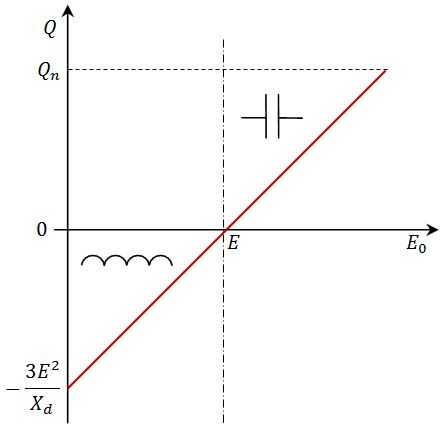
Andamento della potenza reattiva generata o assorbita in un condensatore rotante al variare della tensione di eccitazione

Per una macchina sincrona meccanicamente disaccoppiata è possibile esprimere la potenza reattiva come:
{\displaystyle Q=3EI=3E{\frac {E_{0}-E}{X_{d}}}}
dove:
- {\displaystyle E} è la tensione di fase (stellata) ai morsetti della macchina
- {\displaystyle E_{0}} è la f.e.m. di fase indotta dal flusso di induttore
- {\displaystyle X_{d}} è la reattanza sincrona alla sequenza diretta
- {\displaystyle I} è la corrente di statore

È evidente che la potenza reattiva viene generata oppure assorbita a seconda della differenza {\displaystyle E_{0}-E}.
Quando {\displaystyle E_{0}>E} la potenza reattiva è maggiore di zero e, convenzionalmente, si dice che la macchina genera potenza reattiva. La macchina si comporta come un condensatore.
Quando {\displaystyle E_{0}<E} la potenza reattiva è minore di zero e si dice che la macchina assorbe potenza reattiva. La macchina si comporta come un'induttanza.
Per via di questa duplice capacità di comportarsi sia come condensatore che come induttanza, il condensatore rotante viene anche detto compensatore sincrono.

## Impieghi
I condensatori rotanti vengono utilizzati per stabilizzare e mantenere costante la tensione in un nodo della rete.
Come noto dallo studio dei flussi di potenza nelle reti elettriche, i flussi di potenza reattiva sono i maggiori responsabili della caduta di tensione sulle linee elettriche. Dal momento che il condensatore rotante è in grado di erogare ed assorbire potenza reattiva, la sua installazione in un nodo della rete permette di ridurre il transito di potenza reattiva nella porzione di rete che fa capo a quel determinato nodo. In questo modo è possibile, in pratica, mantenere un livello di tensione prefissato in determinati nodi importanti. Per questo i condensatori rotanti vengono tipicamente connessi alla rete per mezzo dell'avvolgimento terziario degli autotrasformatori di interconnessione AAT/AT.
Oltre a mantenere il giusto livello di tensione nei nodi delle reti elettriche, i condensatori rotanti si prestano anche a contenere le brusche cadute di tensione dovute a guasti o a distacchi di una linea.
I condensatori rotanti possono anche esser visti come dei regolatori dinamici del fattore di potenza. Quando il circuito di controllo del sistema di eccitazione è affidato ad un PLC programmato in modo tale da controllare il fattore di potenza, è possibile far erogare alla macchina la potenza reattiva desiderata, tale da rifasare il carico o i carichi in questione.
Uno dei maggiori difetti dei condensatori rotanti risiede nell'elevato costo di esercizio e manutenzione.
L'utilizzo dei condensatori rotanti era comune intorno agli anni 1950. Nella impiantistica moderna si sta abbandonando l'uso dei condensatori rotanti in favore dei più efficienti condensatori statici.